# Netscape公眾授權條款
Netscape公眾授權條款（英語：Netscape Public License，简称）是一個自由軟體授權條款，Netscape通訊公司最初發布Mozilla的授權條款。
其最顯著的特點是它給予了Mozilla的原始開發者（Netscape，現在是AOL的子公司），有權根據其所需的任何條件（包括專有條款）分發其他貢獻者所做的修改，而不授予與這些其他貢獻者類似的權利關於原始開發者的貢獻。這就允許將Netscape 6及更高版本作為專有軟體發布。